# Rendez-vous a Parigi
Rendez-vous a Parigi (Adriana et moi) è un film del 2007 diretto da Williams Crépin.

## Trama
François è un uomo vedovo, con un figlio a carico, che possiede un vivaio chiamato "La Fleur de Vie", prossimo al fallimento. Durante il trasporto di una pianta, incontra una modella di fama internazionale, Adriana, venuta a Parigi in occasione di una sfilata di beneficenza presso il théâtre du Châtelet.
Con il tempo i due si conoscono, pur non sentendosi a loro agio data la loro diversità. Nonostante la bella vita, Adriana gli confida che desidera una vita lontano dai riflettori, dal lusso e dai paparazzi e così iniziano a girare per le vie del quartiere nei pressi della Senna. Una sera François tenta di darle un bacio, ma lei rifiuta, sostenendo che non si sentiva pronta; il mattino dopo François scopre che Adriana ha un marito, Ted, che lavora nella moda insieme a lei. A questa scoperta François s'indigna e se ne va, nonostante le suppliche di Adriana, finché non tentano di riappacificarsi e trascorrono una notte insieme, inseguiti dai paparazzi che Ted ha inviato su di loro in modo da provocare uno scandalo. Adriana vuole andare via, ma con una telefonata, il figlio di François la convince a non partire e a farli incontrare.